# La bestia pop
«La bestia pop» es una canción del grupo musical argentino Patricio Rey y sus Redonditos de Ricota, es la segunda canción del primer álbum de estudio titulado Gulp! de 1985.
Fue compuesta por el Indio Solari en el momento en que el grupo musical abandonaba la escena under y se preparaba para editar su primer álbum. Se ha hecho conocida sobre todo por incorporar un pasaje musical de la canción que Maurice Jarre compuso para la película Lawrence de Arabia: «That is the Desert»; y un estribillo original que masificó la canción.
La revista Rolling Stone y la cadena MTV la ubicaron en el puesto número n.º 33 de las mejores canciones de la historia del rock argentino.

## Interpretación
Generalmente hay una duda entre los fanáticos sobre quién es realmente "La bestia pop"; se le ha acreditado el título al boxeador Carlos Monzón y a El Negro José Luis (barra brava del Club de Gimnasia y Esgrima La Plata), entre otros.
Solari ha desmentido todo en dos entrevistas, una cuando había salido a la venta Gulp! (1985) y otra en 2007 cuando Rolling Stone nombró a Oktubre el cuarto mejor álbum en su lista de los 100 mejores álbumes del rock argentino, revelando un significado que se considera el correcto:

Es como una joda a nosotros mismos y al medio, pero no hay una ironía malsana, es simplemente un chiste. Y de acuerdo a como venga la noche, uno puede estar incitando a ‘brillar, mi amor’ o eso mismo se transforma en algo irónico.
Indio Solari, 1985 ¡Gulp!, en canta Rock.

Ya se empezaban a ver los peligros que tenía transformarse en una gran bestia pop. Hay una segunda estrofa: “Mi amigo está groggy sin destilar/pero yo sé que hay caballos que se mueren potros sin galopar”; que habla de los peligros de la falopa (se conoce como 'falopa' en Argentina a las drogas duras), tiene que ver con todo lo que recibe la gran bestia pop. Y la última estrofa es la oferta de la gente: “Voy a bailar el rock del rico Luna Park/ a atomizar la butaca y brillar como mi héroe la gran bestia Pop“; dice como que soy capaz de hacer cualquier cosa ante tu capricho. Toda esa pintura es muy escueta porque son temas pop, con estrofas cortas y más bien sugerentes. Quizás una de las claves de la perdurabilidad del tema sea la ambigüedad de su letra, que se pone muy de manifiesto en el estribillo: “Vamos a brillar mi amor…” porque allí se critica algo a la vez que se lo celebra. En la cultura que uno absorbió la ambigüedad es permanente. Esa cultura siempre se nutrió de lo demonizado por las culturas oficiales y entonces uno no puede más que padecer esa falta de revelación que le indique con certeza qué está bien y que está mal.
Indio Solari.

## Versiones de otros grupos o artistas
La canción ha sido versionada por Fabiana Cantilo y Ataque 77 (un fragmento de «La bestia pop» se escucha en su canción «Otras canciones»). Inclusive, el grupo Los Palmeras le ha hecho una versión de cumbia santafesina.

## Músicos
- Indio Solari: Voz principal y coros.
- Skay Beilinson: Guitarra principal.
- Tito Fargo: Guitarra rítmica.
- Semilla Bucciarelli: Bajo.
- Willy Crook: Saxofón.
- Piojo Abalos: Batería.